# Малочорнокінецька сільська рада
Малочорнокіне́цька сільська рада — колишня адміністративно-територіальна одиниця і орган місцевого самоврядування в Чортківському районі Тернопільської области. Адміністративний центр — с. Малі Чорнокінці.

## Загальні відомості
Малочорнокінецька сільська рада утворена в 1990 році.
- Територія ради: 2,17 км²
- Населення ради: 585 осіб (станом на 2001 рік)
- Територією ради протікає річка Нічлава

## Населені пункти
Сільській раді були підпорядковані населені пункти:
- с. Малі Чорнокінці

## Історія
Сільська рада утворена у вересні 1939 року.
У квітні 1944 році сільська рада відновлена.
У червні 1955 році Малочорнокінецька сільська рада приєдналася до Чорнокінецької сільської ради, але згодом від'єдналася та відновила свою діяльність.
29 липня 2015 року увійшла до складу Колиндянської сільської громади.

## Географія
Малочорнокінецька сільська рада межувала з Пробіжнянською, Великочорнокінецькою, Давидківською та Колиндянською сільськими радами — Чортківського району.

## Сільська рада
Рада складалася з 12 депутатів та голови.

### Керівний склад попередніх скликань

#### Голови ради
| Прізвище, ім'я, по батькові | Основні відомості                                                 | Дата обрання | Дата звільнення |
| --------------------------- | ----------------------------------------------------------------- | ------------ | --------------- |
| Клемчак Зіновій Григорович  | Сільський голова                                                  | 1990         | 1994            |
| Віват Іван Йосипович        | Сільський голова                                                  | 1994         | 1998            |
| Віват Іван Йосипович        | Сільський голова                                                  | 1998         | 2002            |
| Ватраль Надія Василівна     | Сільський голова                                                  | 2002         | 2006            |
| Яніцька Ольга Кирилівна     | Сільський голова, 1951 року народження, освіта вища, позапартійна | 26.03.2006   | 31.10.2010      |
| Яніцька Ольга Кирилівна     | Сільський голова, 1951 року народження, освіта вища, позапартійна | 31.10.2010   | 29.07.2015      |

Примітка: таблиця складена за даними сайту Верховної Ради України

#### Секретарі ради
| Прізвище, ім'я, по батькові | Основні відомості | Дата обрання | Дата звільнення |
| --------------------------- | ----------------- | ------------ | --------------- |
| Заліщук Марія Йосипівна     | Секретар          | 1990         | 1994            |
| Попіль Наталія Григорівна   | Секретар          | 1994         | 1998            |
| Ватраль Надія Василівна     | Секретар          | 1998         | 2002            |
| Яніцька Ольга Кирилівна     | Секретар          | 2002         | 2006            |
| Клопіт Галина Степанівна    | Секретар          | 2006         | 2010            |
| Ткачук Галина Степанівна    | Секретар          | 2010         | 2015            |

### Депутати

#### VII скликання
За результатами місцевих виборів 2010 року депутатами ради стали:
1. Ткачук Галина Степанівна
2. Білецька Марія Романівна
3. Абушова Галина Володимирівна
4. Антонюк Оксана Михайлівна
5. Косінська Наталія Михайлівна
6. Шимків Наталія Степанівна
7. Гермак Галина Ярославівна
8. Приказа Василь Івановмч
9. Сенатович Ольга Володимирівна
10. Попіль Ганна Ігорівна
11. Трубак Ірина Іванівна
12. Манорик Володимир Михайлович

#### V скликання
За результатами місцевих виборів 2006 року депутатами ради стали:
1. Гукалюк Любов Михайлівна
2. Клопіт Галина Степанівна
3. Федорів Ольга Григорівна
4. Равлюк Михайло Петрович
5. Хлопецька Марія Василівна
6. Косінська Наталія Михайлівна
7. Федорів Ольга Григорівна
8. Шимків Наталія Степанівна
9. Пазюк Людмила Михайлівна
10. Хамчук Любов Степанівна
11. Сенатович Ольга Володимирівна
12. Довбенко Євген Вікторович
13. Стронська Надія Якимівна
14. Попіль Наталія Григорівна
15. Міщій Петро Іванович

#### IV скликання
За результатами місцевих виборів 2002 року депутатами ради стали:
1. Гукалюк Михайло Степанович
2. Присяжний Григорій Євстахович
3. Абушов Гадир Балахан огли
4. Клопіт Ірина Іванівна
5. Хлопецький Михайло Степанович
6. Косінська Наталія Михайлівна
7. Климчак Зіновій Григорович
8. Сліпенький Петро Іванович
9. Пазюк Людмила Михайлівна
10. Хамчук Люба Степанівна
11. Яніцька Ольга Кирилівна
12. Довбенко Євген Вікторович
13. Попіль Ігор Іванович
14. Попіль Наталія Григорівна
15. Сенатович Ольга Володимирівна

#### III скликання
За результатами місцевих виборів 1998 року депутатами ради стали:
1. Клопіт Ірина Іванівна
2. Хамчук Ігор Григорович
3. Ющишин Петро Іванович
4. Рапіта Петро Дмитрович
5. Ватраль Надія Василівна
6. Фрайнд Ярослав Петрович
7. Присяжний Григорій Євгенович
8. Лещишин Василь Іванович
9. Гринина Михайло Мар′янович
10. Чухрій Дмитро Йосипович
11. Федорів Ігор Васильович
12. Попіль Наталія Григорівна
13. Галущак Галина Михайлівна
14. Вербицький Степан Петрович
15. Хамчук Любов Степанівна

#### II скликання
За результатами місцевих виборів 1994 року депутатами ради стали:
1. Гринина Михайло Мар′янович
2. Грабець Петро Михайлович
3. Пазюк Петро Степанович
4. Семерез Олег Зіновійович
5. Савчук Марія Йосипівна
6. Ткачук Ганна Борисівна
7. Федорів Ігор Васильович
8. Фрайнд Ярослав Петрович
9. Хамчук Ігор Григорович
10. Яницька Ольга Кирилівна

#### I скликання
За результатами місцевих виборів 1990 року депутатами ради стали:
1. Хамчук Ігор Григорович
2. Гринина Михайло Мар′янович
3. Клопіт Ірина Іванівна
4. Клемчак Зіновій Григорович
5. Хамчук Ганна Ільківна
6. Хлопецький Михайло Степанович
7. Манорик Михайло Онуфрійович
8. Грабець Петро Михайлович
9. Драган Василь Михайлович
10. Семерез Олег Зіновійович
11. Заліщук Марія Йосипівна
12. Лукіянець Ольга Михайлівна
13. Віват Іван Йосипович
14. Попіль Степан Іванович
15. Хаба Михайло Іванович